# Harjujärvi (sjö i Lappland, lat 69,17, long 27,30)
Harjujärvi är en sjö i Finland. Den ligger i kommunen Enare i landskapet Lappland, i den norra delen av landet, 1 000 km norr om huvudstaden Helsingfors. Harjujärvi ligger 161,6 meter över havet. Omgivningarna runt Harjujärvi är i huvudsak ett öppet busklandskap. Arean är 27,9 hektar och strandlinjen är 3,81 kilometer lång. Sjön  ingår i Pasvik älvs huvudavrinningsområde. 